# Битка код Магнезије
Битка код Магнезије се одиграла за време римско-сиријског рата године 190. п. н. е. на равницама крај места Магнезија на Сипилу у Лидији (данашња Турска) између римско-пергамске војске на челу с конзулом Луцијем Корнелијем Сципионом и његовим славним братом Сципионом Африканцем и пергамским краљем Еуменом II на једној, те селеукидске војске на челу с краљем Антиохом III Великим на другој страни. Савезници су извојевали одлучујућу победу након које су Селеукиди трајно изгубили било какав утицај на збивања у Грчкој, а Римљани потврдили своју недавно стечену хегемонију након Другог македонског рата.